# Mosaic Stadium
Het Mosaic Stadium is een multifunctioneel stadion in Regina, een stad in Canada. In het stadion is plaats voor 33.000 toeschouwers. 
Het Mosaic Stadium werd gebouwd om het oudere Taylor Field te vervangen. Taylor Field stond er sinds 1936 en werd gesloten in 2016. In 2012 werd bekendgemaakt dat er nieuw stadion zou komen. De bouw van dit nieuwe stadion duurde van juni 2014 tot en met augustus 2016. Het dak is zo ontworpen dat het de toeschouwers beschermt tegen sneeuw. Het dak is gebogen om ophoping van sneeuw tegen te gaan. Het zuidelijke gedeelte van het stadion heeft geen dak. Om de toeschouwers tegen de wind te beschermen is het stadion lager gebouwd dan de oppervlakte eromheen. De bouw werd verricht door B+H Architects, Inc. en HKS, Inc. De bouw kostte ongeveer $278 miljoen. 
De opening vond plaats op 1 juli 2017, maar de eerste wedstrijd werd al gespeeld op 1 oktober 2016. Die eerste wedstrijd ging tussen de universiteitenteams Regina Rams en Saskatchewan Huskies.
Het stadion wordt vooral gebruikt door Regina Thunder en Saskatchewan Roughriders, Canadian footballclubs. Ook de atletiekclub Regina Rams en de voetbalclub Regina Riot maken er gebruik van. Er vinden ook regelmatig concerten plaat. 
Op het stadionterrein staat een bronzen beeld van een Roughrider.

## Afbeeldingen

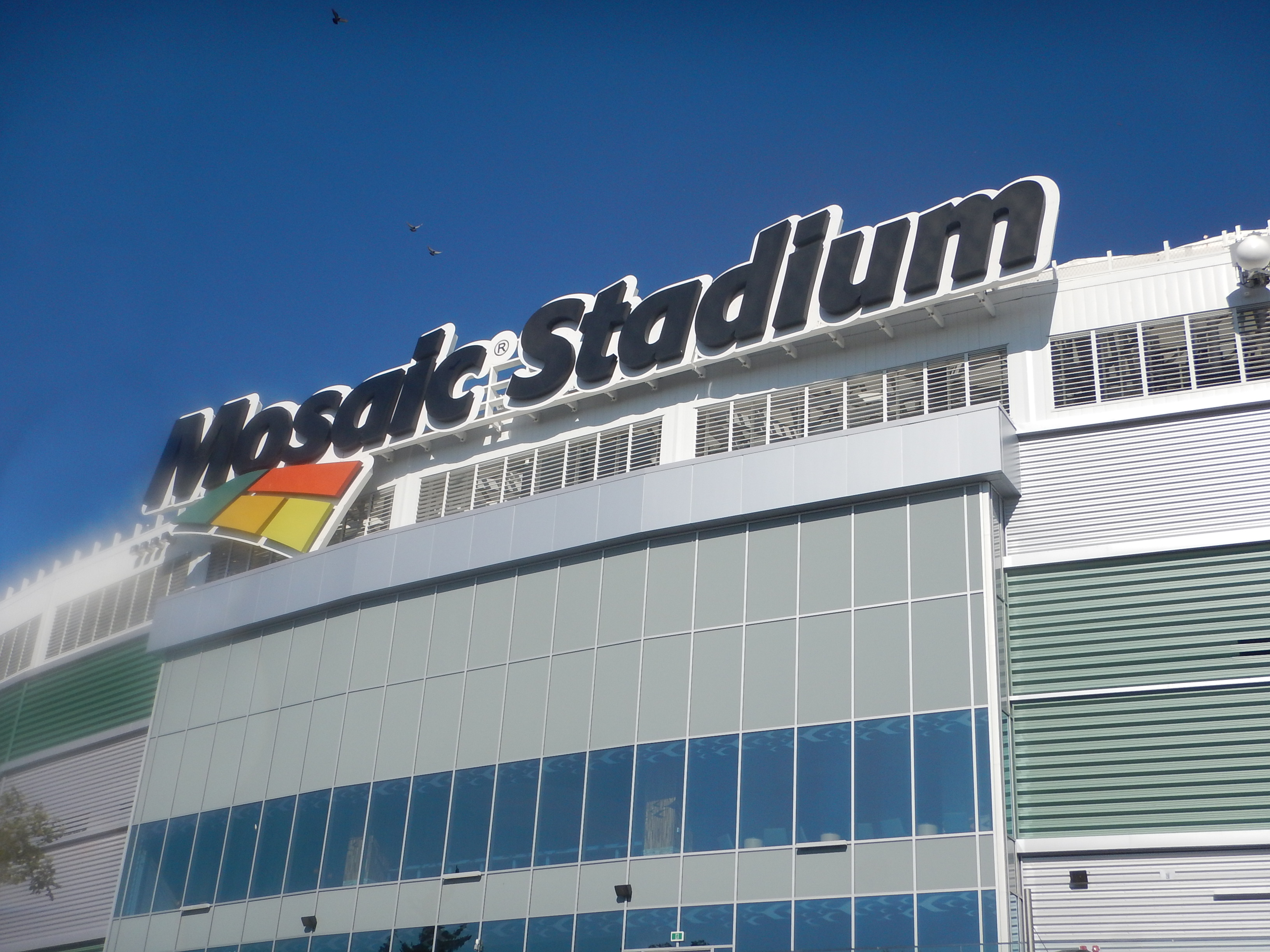
Foto van de buitenkant van het stadion, foto uit 2017.
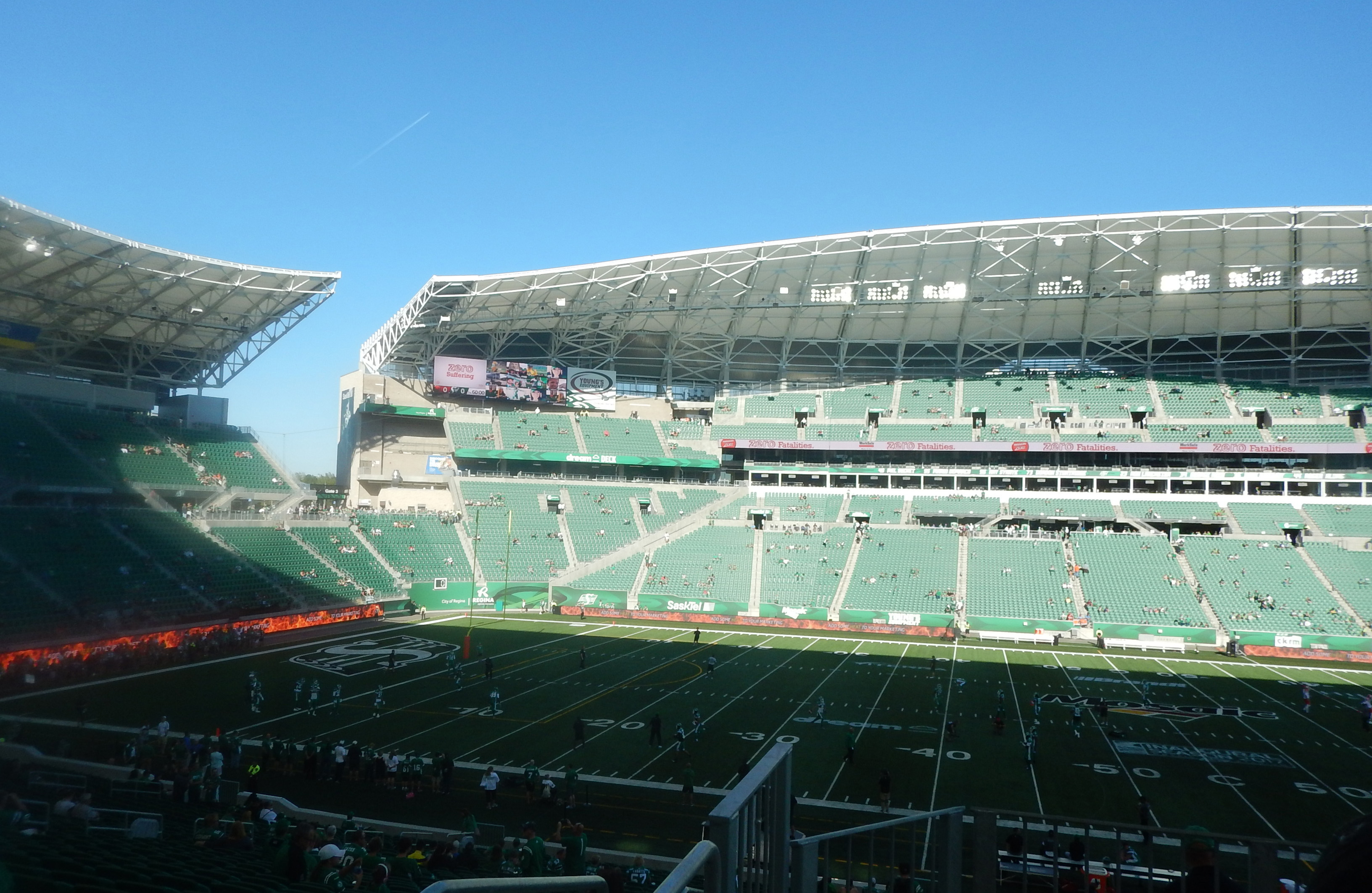
Foto van de binnenkant van het stadion, foto uit 2017
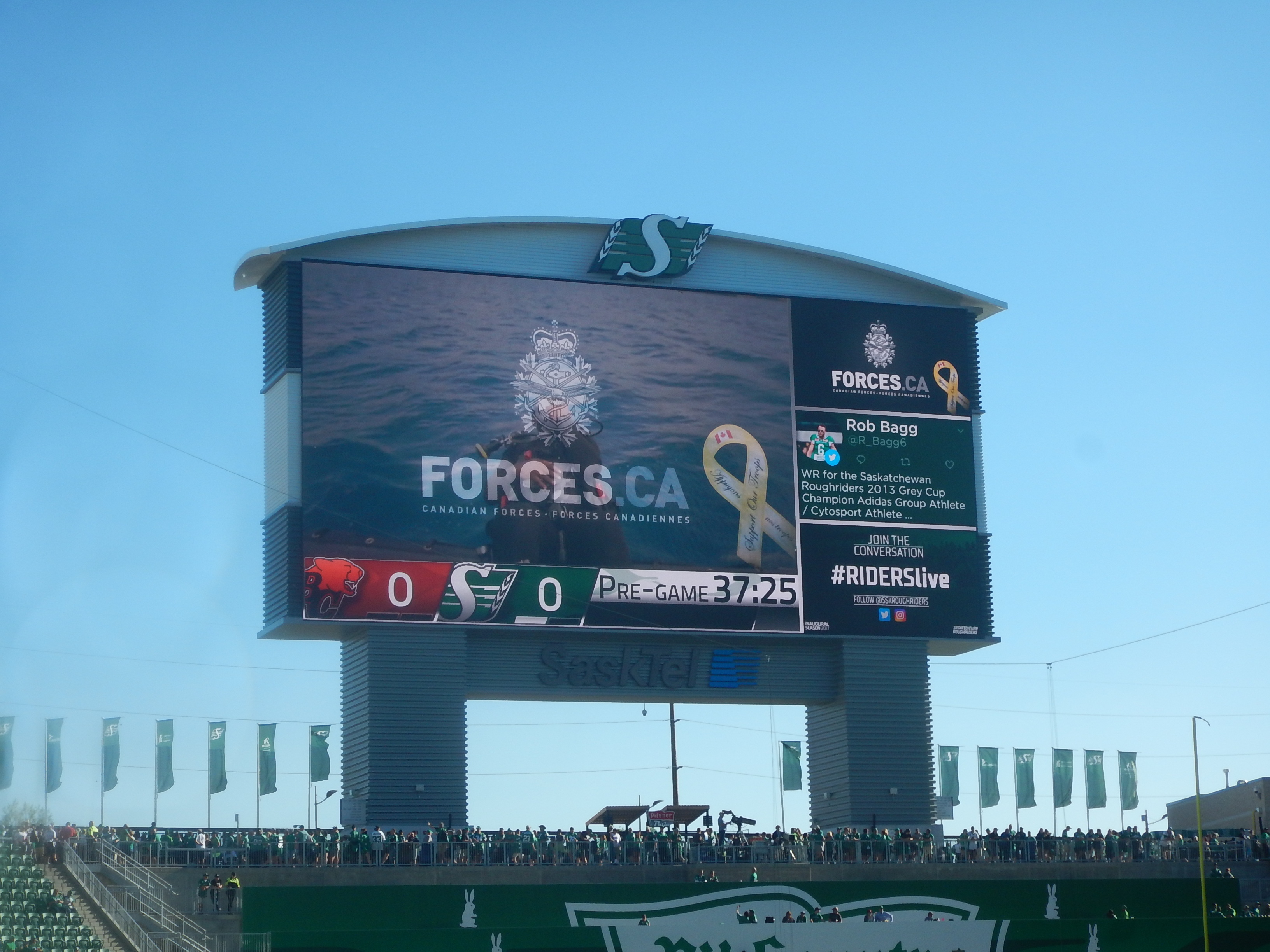
Foto van het scorebord van het stadion.
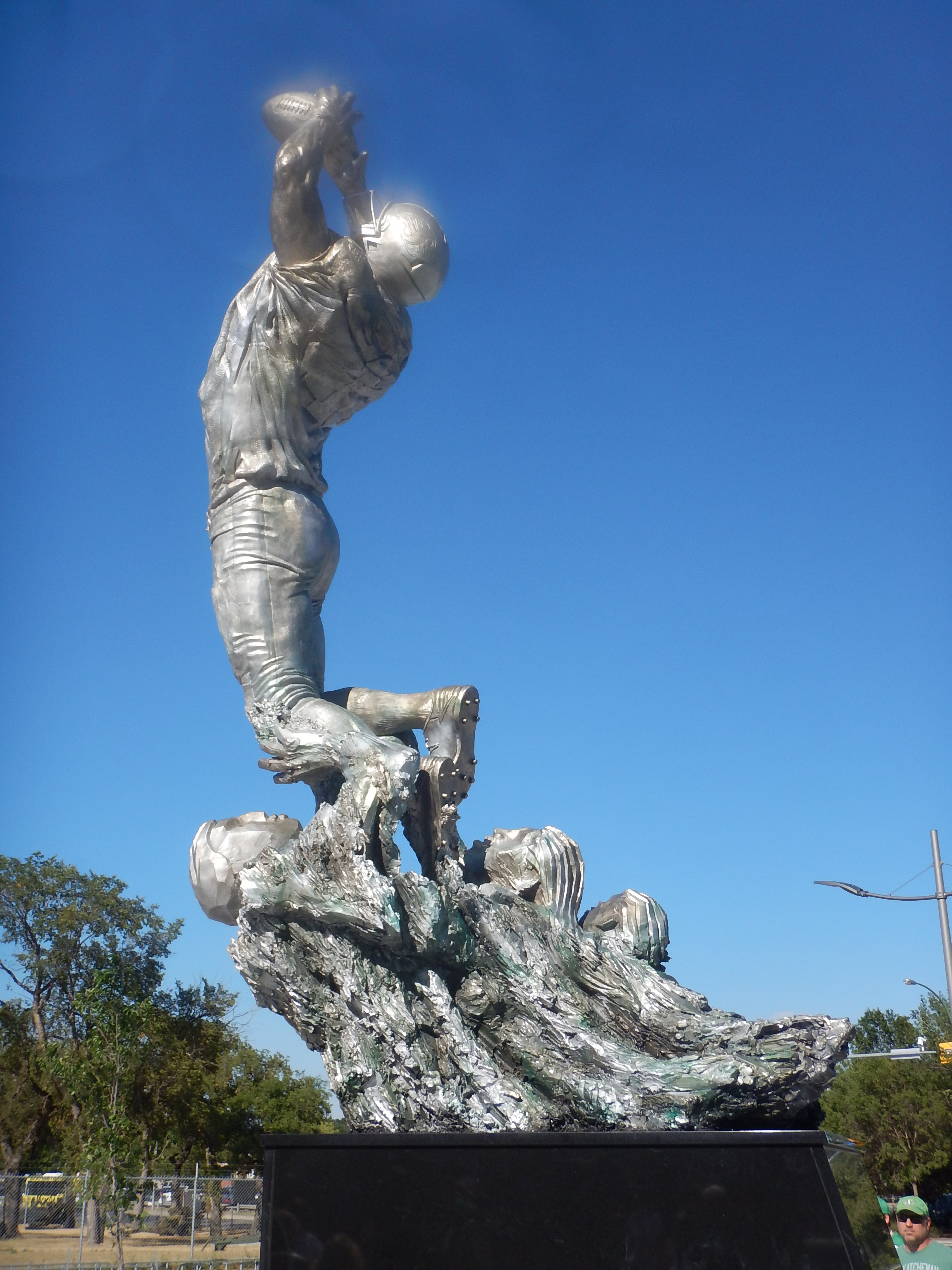
Foto van het standbeeld dat zich bij het stadion bevindt. Het gaat om een bronzen Roughrider.